# Relations entre l'Algérie et le Japon
Les relations entre l'Algérie et le Japon sont les relations diplomatiques entre l'Algérie et le Japon. L’Algérie dispose d'une ambassade à Tokyo, tandis que le Japon a une ambassade à Alger. Les japonais forment une petite communauté d'expatriés en Algérie. En 2008, 816 ressortissants japonais résident dans le pays.

## Vue d'ensemble
Le Japon est intéressé à contribuer au développement économique de l'Algérie par le fait que l'Algérie possède de grandes ressources énergétiques et dispose d'un grand marché intérieur. Il y a des entreprises japonaises qui sont intéressés par le plan quinquennal algérien de 2009-2014, qui prévoit des investissements publics de 286 milliards de dollars, notamment pour moderniser et développer les infrastructures essentielles. La plupart des employés japonais de ces entreprises sont venus en l'Algérie pour divers projets.
En 2010, l'Algérie a refusé les 100 milliards de yens (1,2 milliard de dollars) de paiements dus à des entrepreneurs japonais pour un projet de construction d'une autoroute dans le pays, car il a été prétendu que les entreprises n'avaient pas respecté les termes du contrat.
En novembre 2017, l'Algérie a commencé à exporter du gaz naturel liquéfié (GNL) vers le Japon.